# Colletotrichum trifolii
Colletotrichum trifolii là một loài nấm gây bệnh loét cho cỏ linh lăng. Đây là một kiểu sinh dưỡng (biotroph), lấy dưỡng chất từ tế bào của cây sống trước khi hình thành bào tử vô tính.